# FIBA Amèrica
La FIBA Amèrica (Confederació Panamericana de Bàsquet) fundada l'11 d'octubre de 1975 és la confederació d'associacions nacionals de bàsquet a Amèrica. És el màxim organisme d'aquest esport en el continent i és una de les cinc confederacions continentals pertanyents a la FIBA.
FIBA Amèrica està integrada per 44 països membres, aquests estan dividits en 3 zones: Nord, Centreamèrica i Carib (dividida a Carib i Centreamèrica) i Amèrica del Sud.

## Història

### Primers passos
En els anys 1972 i 1973, el llavors Secretari General de la FIBA, William Jones i José Claudio Dos Reís, dirigent del bàsquet al Brasil van mantenir una sèrie de converses, en la qual el dirigent brasiler va manifestar la intenció d'alguns delegats de les federacions nacionals d'Amèrica del Sud de crear un organisme regional per al continent americà amb una oficina permanent.
L'11 de juliol de 1974, durant la realització del setè campionat de bàsquet en Puero Rico, es van reunir els delegats de les tres zones d'Amèrica: Nord, Centre i Sud. La reunió es va realitzar per a discutir la formació de l'equip americà que havia de competir contra el seu parell europeu i l'organització del primer torneig interamericà juvenil a les mans de la Confederació Brasilera de Bàsquet.
En dita cita es trobaven presents: Eduardo Airaldi Rivarola, Secretari Adjunt de FIBA per a Llatinoamèrica, Frank H. Spechalske, Secretari Adjunt de FIBA per a Amèrica del Nord i dirigents del Brasil, Puerto Rico, Uruguai, Argentina, Estats Units, Equador, Canadà, Mèxic, Panamà, Cuba, República Dominicana, Veneçuela, Perú, Colòmbia i El Salvador. La reunió es va dur a terme en un ambient de cordialitat, col·laboració i comprensió, acceptant-se per unanimitat la realització d'una nova reunió en la Federació Paulista.
Considerant-se l'acordat pel Congrés d'Amèrica del Sud, realitzat a Bolívia en 1974 i tenint en compte el que especifica l'article 37 dels estatuts de la FIBA, els dies 4 i 5 de maig de 1975 es van reunir en São Paulo, Brasil, els secretaris generals de les associacions de bàsquet de l'hemisferi oest en una assemblea de caràcter consultiu. Estaven presents els representants de les tres zones d'Amèrica.
Boris Stankovic, el nou Secretari General de la FIBA, va presidir la reunió. Va afirmar que la intenció de la mateixa era elaborar una estructura per a crear una organització que inclogués les tres Amèriques i establir una oficina regional a càrrec d'un Secretari General. En la sessió del 4 de maig va ser nomenada una comissió integrada pel President i Secretari de la Zona d'Amèrica del Sud, el President i Secretari de la Zona de Centreamèrica i el Carib, un Delegat dels Estats Units, un Delegat del Canadà i els dos Secretaris Adjunts de la FIBA per a Amèrica. Aquesta comissió va presentar l'endemà una proposta d'una estructura per a la nova organització, la qual va ser aprovada, quedant encarregada dita comissió de preparar els reglaments de la nova organització. Es va nomenar Eduardo Airaldi Rivarola, Secretari Executiu Honorari, en qui va recaure la responsabilitat d'organitzar l'Assemblea General que s'havia fixat per al 12 d'octubre de 1975 en la Ciutat de Mèxic.

### Fundació de la FIBA Amèrica
La reunió pactada en São Paulo, va ser avançada un dia i es va realitzar segons l'acordat en l'Auditori del Centre Esportiu Olímpic Mexicà, reunint-se en Assemblea General els delegats de les Federacions Nacionals de Bàsquet.
Boris Stankovic, Secretari General de la FIBA, es va referir a la comissió nomenada al Brasil amb la finalitat de preparar un projecte d'estatuts que definís l'organització que tindria el bàsquet americà. En dita reunió es trobaven els següents països representats pels seus delegats: Xile, Brasil, Perú, Colòmbia, Estats Units, República Dominicana, Cuba, Puerto Rico, Mèxic, Canadà, El Salvador, Uruguai, Veneçuela, Illes Verges, Argentina, Guatemala, Bahamas, Barbados, Panamà; i Ibrahim Pérez, Secretari de la C. de Zona Centroamericana i del Carib i Ursula Frank, Secretària Administrativa de la FIBA. Es van llegir els 25 Articles que componen l'Estatut de la Confederació Panamericana de Bàsquet (FIBA Amèrica), que una vegada aprovats van donar pas a la fundació de l'Organització Continental l'11 d'octubre de 1975.

## Zones

### Zona Nord
- Canadà (Canada Basketball)
- Estats Units (USA Basketball)

### Zona de Centreamèrica i del Carib
- Antigua i Barbuda (Associació de Bàsquet Aficionat d'Antigua i Barbuda)
- Aruba (Associació de Bàsquet d'Aruba)
- Bahames (Federació de Bàsquet de les Bahames
- Barbados (Associació de Bàsquet Aficionat de Barbados)
- Belize (Associació Nacional de Bàsquet de Belize)
- Illes Caiman (Associació de Bàsquet de les Illes Caiman)
- Cuba (Federació Cubana de Bàsquet)
- Dominica (Associació de Bàsquet Aficionat de Dominica)
- Grenada (Associació Nacional de Bàsquet de Grenada)
- Guyana (Federació de Bàsquet Aficionat de Guyana)

### Zona d'Amèrica del Sud
- Argentina (Confederació Argentina de Bàsquet)
- Bolívia (Federació Boliviana de Bàsquet)
- Brasil (Confederació Brasilera de Bàsquet)
- Colòmbia (Federació Colombiana de Bàsquet)
- Equador (Federació Equatoriana de Bàsquet)
- Paraguai (Confederació Paraguaiana de Bàsquet)
- Perú (Federació Peruana de Bàsquet)
- Uruguai (Federació Uruguaiana de Bàsquet)
- Veneçuela (Federació Veneçolana de Bàsquet)
- Xile (Confederació Xilena de Bàsquet)